# Anton Rella
Anton "Tonio" Rella (Brno, 24 de março de 1888 – Viena, 8 de março de 1945) foi um matemático austríaco, que trabalhou principalmente com teoria algébrica dos números.
Estudou matemática e física a partir de 1907 na Universidade de Viena, onde obteve um doutorado em 1913, orientado por Franz Mertens e Philipp Furtwängler, com a tese Studien über relativ abelsche Zahlkörper.
Foi palestrante convidado do Congresso Internacional de Matemáticos em Oslo (1936: Über den absoluten Betrag von Matrizen).
Dentre seus doutorandos constam Egon Ullrich, Gottfried Köthe e Georg Kantz.
Anton Rella foi morto em março de 1945 durante a tomada de Viena pelas tropas russas por estilhaços de granada.

## Publicações selecionadas
- Bemerkungen zu Herrn Hensels Arbeit Die Zerlegung der Primteiler eines beliebigen Zahlkörpers in einem auflösbaren Oberkörper, Journal für Reine und Angewandte Mathematik, Volume 153, 1924, p. 108–110, Digitalisat
- Zur Newtonschen Approximationstheorie in der Theorie der p-adischen Gleichungswurzeln, Journal für Reine und Angewandte Mathematik, Volume 153, 1924, p. 111–112, Digitalisat
- Ordnungsbestimmungen in Integritätsbereichen und Newtonsche Polygone, Journal für die reine und angewandte Mathematik, Volume 158, 1927, p. 33–48, Digitalisat